# Völgytanya
Völgytanya (románul: Valea Mare) település Romániában, Beszterce-Naszód megyében.

## Fekvése
Septér mellett fekvő település.

## Története
Völgytanya korábban Septér része volt. 1956-ban vált külön településsé 294 lakossal.
1966-ban 123 lakosából 120 román, 3 magyar, 1977-ben 90 lakosából 88 román, 2 magyar lakosa volt. 1992-ben 61 román lakosa volt. A 2002-es népszámláláskor pedig 52 román lakost számoltak össze itt.